# Węgorzewo (công xã)
Gmina Węgorzewo là một Gmina đô thị-nông thôn (quận hành chính) ở Węgorzewo, Warmian-Masurian Voivodeship, ở phía bắc Ba Lan, trên biên giới với Nga. Khu hành chính của nó là thị trấn Węgorzewo, nằm cách khoảng 95 kilômét (59 mi) về phía đông bắc của thủ đô khu vực Olsztyn.
Gmina có diện tích 341,11 kilômét vuông (131,7 dặm vuông Anh), và tính đến năm 2006, tổng dân số của nó là 17.092 (trong đó dân số của Węgorzewo lên tới 11.638, và dân số của vùng nông thôn của Gmina là 5,454).

## Làng
Ngoài thị trấn Węgorzewo, Gmina Węgorzewo chứa các làng và các khu định cư của Biedaszki, Brzozowo, Czerwony Dwór, Dąbrówka Mala, Dłużec, Dowiackie Nowiny, Guja, Jakunowo, Janówko, Jerzykowo, Kal, Kalskie Nowiny, Kamień, Kamionek Wielki, Karłowo, Kietlice, Klimki, Kolonia Rybacka, Łabapa, Łęgwarowo, Maćki, Mamerki, Matyski, Nowa Guja, Ogonki, Parowa, Pasternak, Perly, Pilwa, Pniewo, Prynowo, Przystań, Radzieje, Roze, Różewiec, Rudziszki, Ruska Wies, Rydzówka, Skrzypy, Sobin, Stawiska, Stawki, Stręgiel, Stulichy, Surwile, Sztynort, Sztynort Maly, Tarławki, Trygort, Węgielsztyn, Wesołowo, Wilkowo, Wysiecza, Zacisz, Zacisze và Zielony Ostrów.

## Gmina lân cận
Gmina Węgorzewo giáp với các Gmina của Budry, Giżycko, Kętrzyn, Pozezdrze và Srokowo. Nó cũng giáp Nga (Kaliningrad oblast).